# Park stanowy Cave Lake

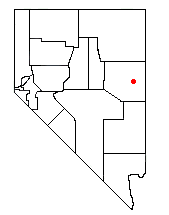
Park Stanowy Cave Lake

Park Stanowy Cave Lake (ang. Cave Lake State Park) – park stanowy leżący na środkowym wschodzie hrabstwa White Pine stanu Nevada. Ok. 15 mil (24.140 km.) na wschód od Ely, 2.133 m n.p.m. Jest popularnym miejscem wypoczynku, wędkarstwa i pikników. Wstęp płatny, dwa obozy dla kempingowe. 

## Bogactwa naturalne
Do jeziora sprowadzono pstrąga morskiego. Do fauny zaliczają się m.in. łosie, pumy, rysie, kojoty, różne gryzonie. Sępy, sójki, sroki, ptactwo wodne i drapieżne. Flora typowa dla Wielkiej Kotliny: bylica, mormońska herbata, dzika róża, prunus virginiana
Lasy przeplatają się z mokradłami otaczającymi jezioro Cave Lake. Wapienne skały osadowe częste na Wielkiej Kotlinie. Wąskie kaniony i płytkie jaskinie.